# Nadezhda Aleksandrovna Bobrinskaya
La condesa Nadezhda Aleksandrovna Bobrinskaya , de soltera Polovtsova , (15 de mayo de 1865 - 20 de marzo de 1920) fue una de las primeras astrónomas y voluntarias humanitarias rusas. Publicó una corrección de la órbita del asteroide .300 Geraldina .

## Biografía
Sus padres fueron el historiador Alexander Polovtsov , quien fundó la Sociedad Histórica Rusa , y Nadezha Mikhailovna Polovtsova, quien heredó una importante fortuna a través de su padre adoptivo Alexander von Stieglitz .
En febrero de 1883 se casó con el estadista y arqueólogo Aleksei Aleksandrovich Bobrinsky ;  Se ha sugerido que durante su matrimonio ella y su esposo alentaron al Gran Duque Nicolás Mikhailovich a conspirar contra la Emperatriz, pero la evidencia es circunstancial.
En algún momento, fue empleada del Observatorio Pulkovo , donde hizo sus observaciones del asteroide 300 Geraldina. También hizo observaciones del asteroide 147 Protogeneia .
En 1906, se divorció.
Durante la Guerra Ruso-Japonesa , trabajó para la Cruz Roja Rusa en una capacidad desconocida. Continuó su trabajo caritativo durante la Primera Guerra Mundial y murió en marzo de 1920 de fiebre tifoidea, contraída durante la evacuación del Ejército de los Urales .